# Pieczęć stanowa New Hampshire

Pieczęć stanowa New Hampshire

Pieczęć stanowa New Hampshire przyjęta w 1784 roku, przedstawia fregatę USS „Raleigh”, jeden z pierwszych 13 statków, jakie weszły do służby w amerykańskiej marynarce wojennej w 1776 roku. Jednostka ta została zbudowana w znajdującym się na terenie stanu porcie Portsmouth. Pieczęć jest także głównym elementem flagi stanowej New Hampshire.